# Plaňkový plot

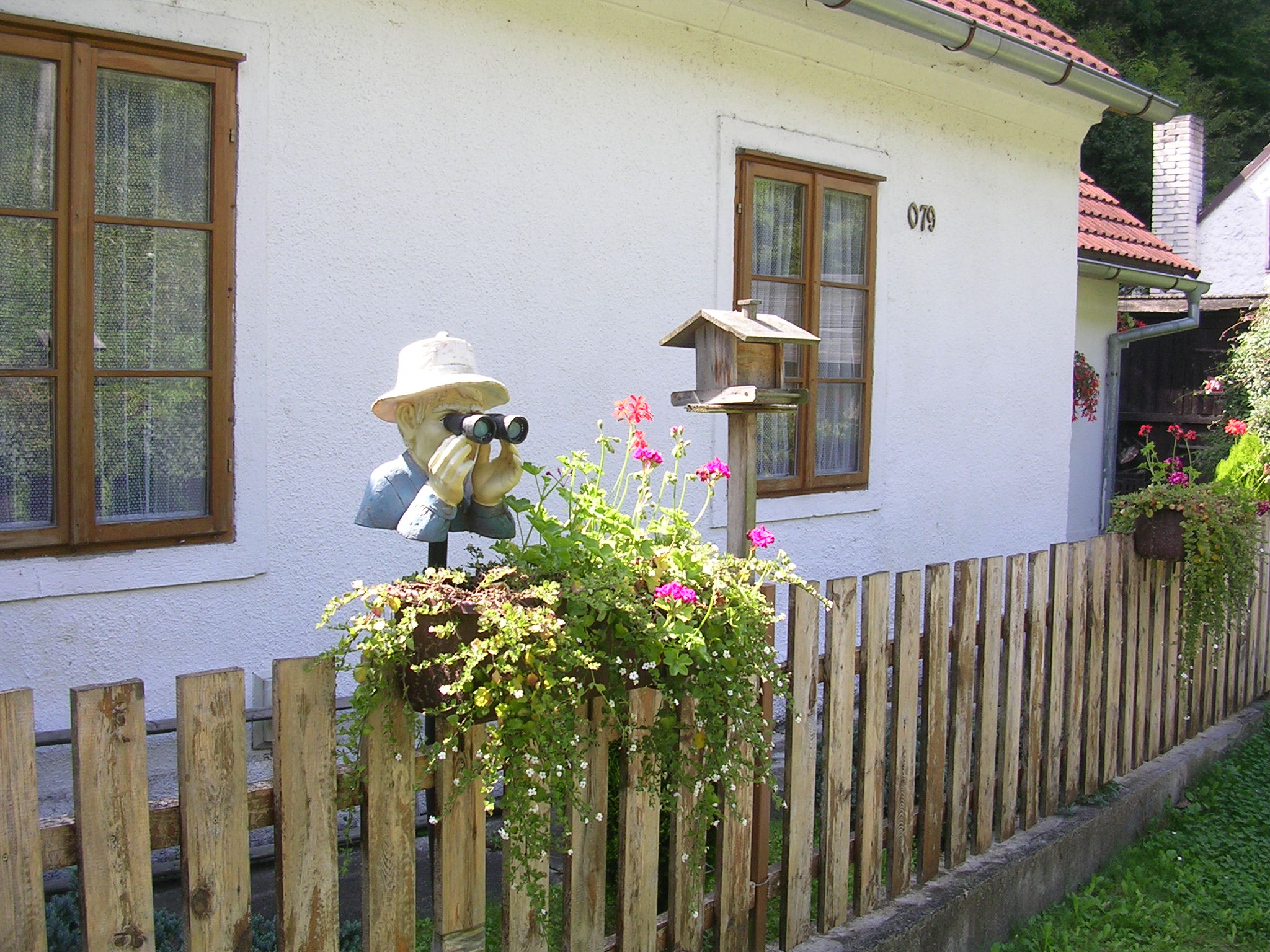
Plaňkový plot

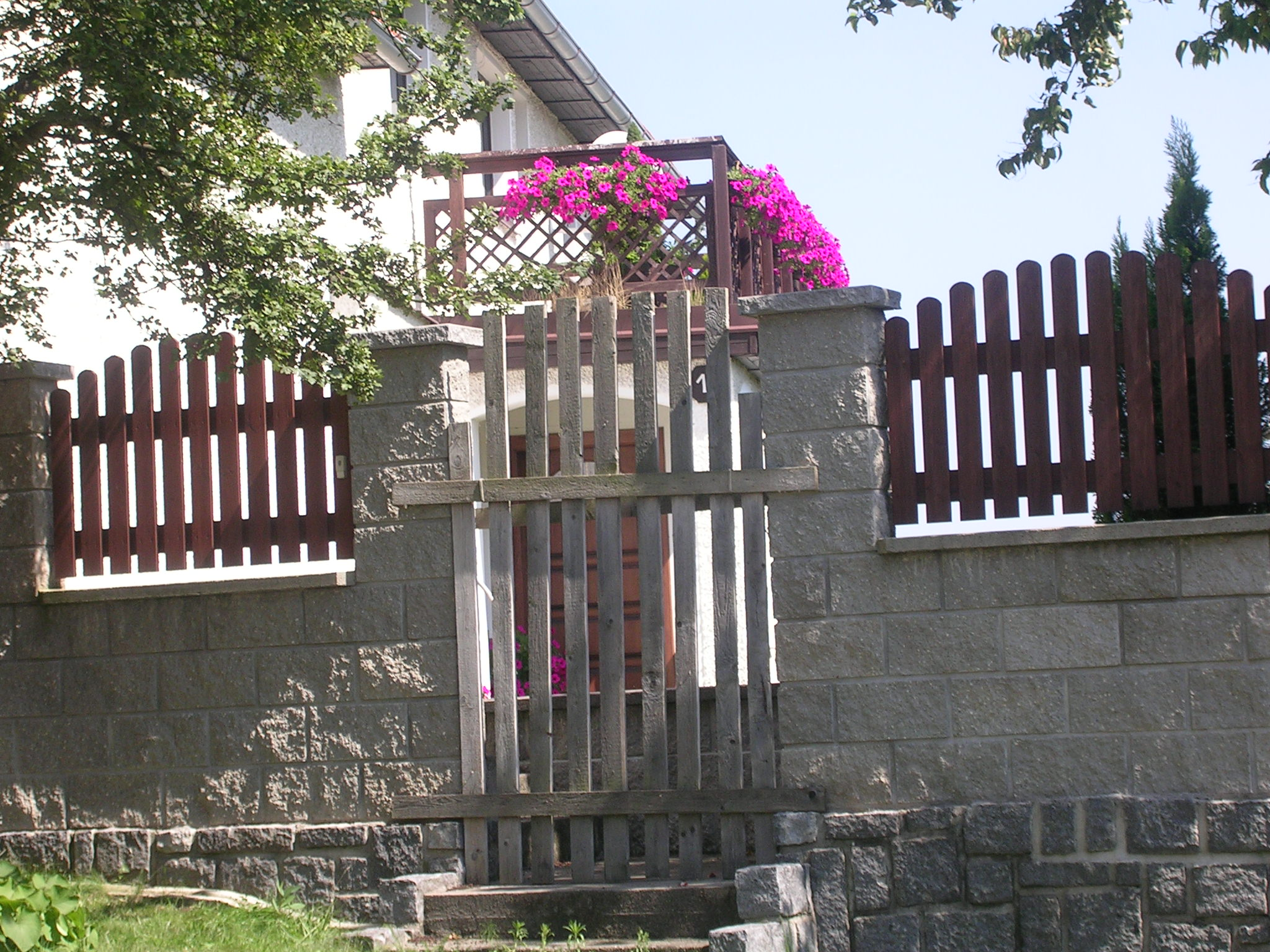
Plaňkový plot s podezdívkou

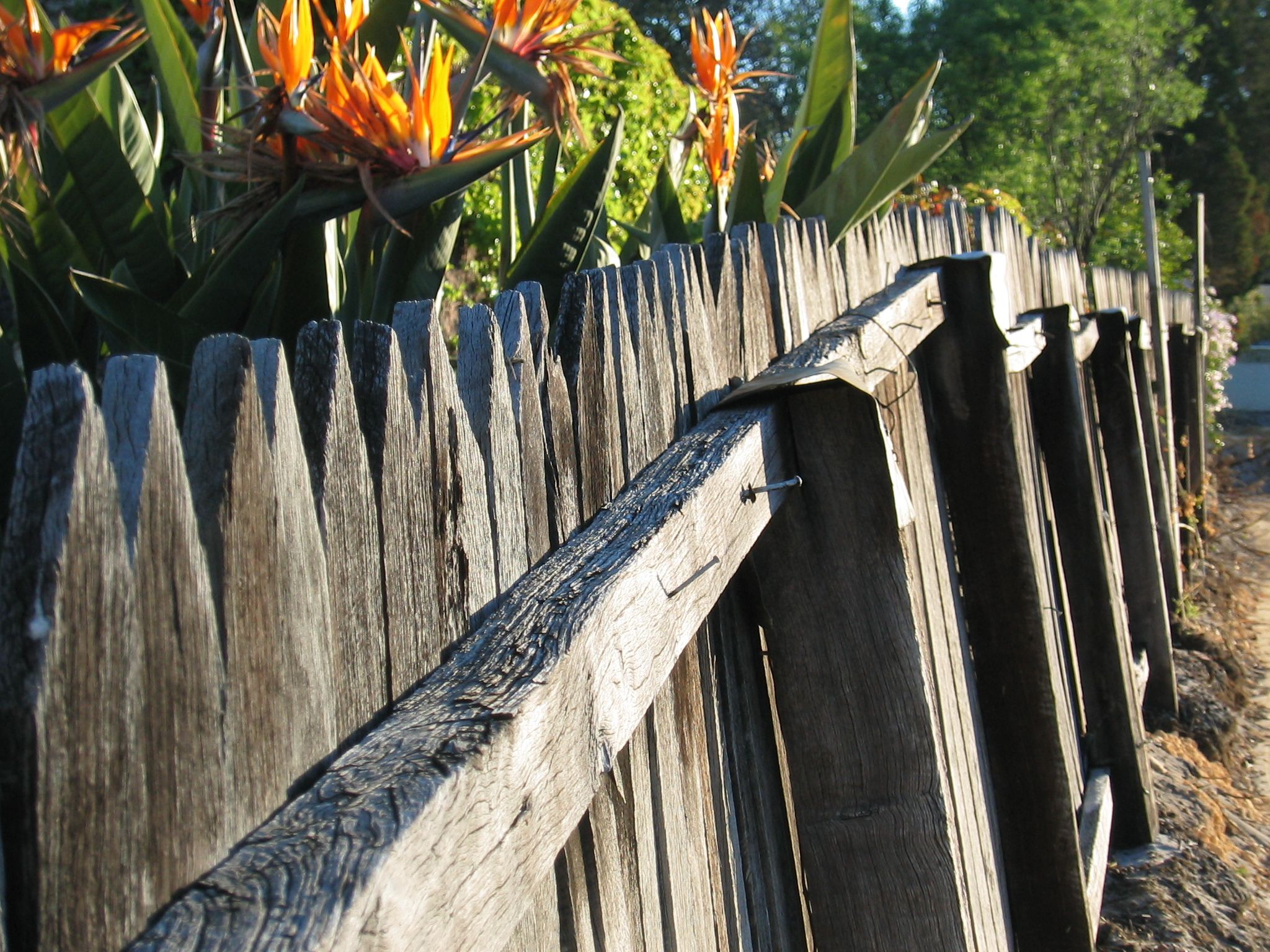
Detail příčlí a dřevěných sloupků

Plaňkový plot je druh dřevěného oplocení.

## Konstrukce
Stojí na do země zapuštěných sloupcích, na které jsou připevněny vodorovné příčle (krajově též rýgle) a na příčle jsou přibity plaňky. Plaňky mohou být na horním konci rovné nebo ozdobně zakončeny obloukem, špičkou nebo složitějším ornamentem.
Životnost plotu je do značné míry podmíněna volbou materiálu sloupků. Tradiční variantou naší lidové architektury jsou dřevěné sloupky s příčlemi přichycenými lýkovými houžvemi. Mnohem trvanlivější je pak konstrukce s pískovcovými sloupky s kapsami ve tvaru Γ, do kterých se příčle vkládaly a nebylo třeba je nijak upevňovat. Dnes bývají sloupky i kovové nebo betonové.

## Varianty
Průhlednost plotu nebo obecněji míru pohledového oddělení prostoru před a za plotem určují různé faktory:
- výška planěk
- rozestup mezi plaňkami
- přibíjení planěk střídavě z vnější a vnitřní strany příčlí
- přítomnost podezdívky
- barva laku nebo nátěru

## Použití
Plaňkový plot je nezbytným prvkem pro udržení tradičního výrazu veřejného prostoru vesnických sídel.